# 13667 Семтурман
13667 Семтурман (13667 Samthurman) — астероїд головного поясу, відкритий 5 квітня 1997 року.
Тіссеранів параметр щодо Юпітера — 3,522.